# Ammonius (månkrater)
Ammonius är en skålformad nedslagskrater på månen med en något upphöjd kraterrand. Den är lokaliserad på bottnen av den omgärdade slätten Ptolemaeus, ungefär 30 kilometer nordöst om kraterns mittpunkt. Tidigare var denna krater identifierad som Ptolemaeus A innan den namngavs av IAU.
Kratern är uppkallad efter filosofen Ammonius Hermiae
Precis norr om kratern, på Ptolemaeus lavatäckta golv, ligger en relativt framträdande spökkrater (där kraterranden till en äldre krater har täckts av lava och endast svagt skymtar fram). Diametern på denna spökkrater är närmast dubbelt så stor som Ammonius och är nu för tiden identifierad som Ptolemaeus B.